# Walter Davis (atlet)
Walter L. Davis (* 2. července 1979, Lafayette, Louisiana USA) je bývalý americký atlet, jehož specializací byl trojskok.

## Kariéra
Na halovém mistrovství světa v Birminghamu v roce 2003 vybojoval v trojskoku stříbrnou medaili. V roce 2005 na světovém šampionátu pod širým nebem v Helsinkách v této disciplíně zvítězil. Titul mezi trojskokany získal také na halovém mistrovství světa o rok později v Moskvě. Svoji medailovou kolekci ze světových šampionátů uzavřel ziskem bronzové medaile na mistrovství světa v roce 2007. Jeho osobní rekord 17,71 metru pochází z roku 2006.